# Indiens folkräkning 2011
Indiens folkräkning 2011 var den 15:e folkräkningen i Indiens historia.